# Specjalny Oddział Mandżurski
Specjalny Oddział Mandżurski (ros. Особый Маньчжурский отряд) – jednostka wojskowa białych podczas wojny domowej w Rosji

## Historia
W czerwcu 1917 r. esauł Grigorij M. Siemionow został wyznaczony tymczasowym przedstawicielem państwowym na obszar Zabajkala. Jego zadaniem było formowanie ochotniczych oddziałów uderzeniowych. Jednocześnie w poł. października w stanicy Bieriezowka utworzył i stanął na czele Mongolsko-Buriackiego Pułku Konnego. 19 listopada próbował zająć Wierchnieudińsk, ale po niepowodzeniu wycofał się do Mandżurii. Tam sformował Specjalny Oddział Mandżurski, składający się głównie z Mongołów i Kozaków zabajkalskich. Liczył on ok. 350 żołnierzy. Pod koniec stycznia 1918 r. zaatakował Wschodnie Zabajkale, zajmując stanice Dauria, Andrianowka i Ołowiannaja. Jednakże z powodu kontrataku wojsk bolszewickich na pocz. marca tego roku odszedł z powrotem do Mandżurii. Pomimo prób rozbrojenia przez Chińczyków, uzupełnił go nowymi żołnierzami kozackimi. Nawiązał też kontakty z dowódcami zachodnich wojsk interwencyjnych, których przedstawiciele zostali przydzieleni do sztabu oddziału. W odpowiedzi na rozwiązanie przez bolszewików Zabajkalskiego Wojska Kozackiego esauł G. M. Siemionow na czele Specjalnego Oddziału Mandżurskiego na pocz. kwietnia ponownie zaatakował Zabajkale. Jego jednostka składała się wówczas z 1 Siemionowskiego Pułku Pieszego, 2 Mandżurskiego Pułku Pieszego, 1 Mongolsko-Buriackiego Pułku Konnego, 2 Daurskiego Pułku Konnego, Oddziału Urginskiego, dwóch kompanii oficerskich, serbskiego dywizjonu konnego, dywizjonu artylerii (trzy baterie z 14 działami), kompanii inżynieryjnej i kompanii samochodowej oraz 4 pociągów pancernych. Ogółem siły te liczyły do 700 ludzi. Bolszewicy oceniali je na niecałe 4 tys. żołnierzy. Zajęły one stanicę Buriackaja oraz wioski Aksza, Ust-Ilia i Dułdurga. Dalsze natarcie na pocz. maja powstrzymały ściągnięte z całej Syberii i Dalekiego Wschodu oddziały bolszewickie, liczące ok. 13 tys. ludzi z 30 działami, w tym ok. 900 Węgrów i ok. 400 Chińczyków. Do poł. czerwca siemionowcy zostali odrzuceni na terytorium Mandżurii. Pod koniec sierpnia znowu wkroczyli na Zabajkale, wykorzystując klęski wojsk bolszewickich w walkach z Armią Syberyjską i Korpusem Czechosłowackim. Zdobyły Wierchnieudińsk, a następnie wkroczyły do Czyty. W mieście rozlokowało się dowództwo i sztab jednostki. Liczyła ona ok. 1,5 tys. żołnierzy z 4 działami. 1 września został sformowany 3 Daurski Pułk Konny, który wraz z 2 Daurskim Pułkiem Konnym utworzyły 23 września Samodzielną Brygadę Konną. Na pocz. października Specjalny Oddział Mandżurski wszedł w skład V Priamurskiego Korpusu Armijnego. Jego sztab został przekształcony w sztab korpusu. W styczniu 1919 r. głównodowodzący wojskami białych na Syberii i Dalekim Wschodzie admirał Aleksandr W. Kołczak mianował esauła G. M. Siemionowa dowódcą Czytyjskiego Okręgu Wojskowego. 18 kwietnia tego roku Specjalny Oddział Mandżurski przeorganizowano w Specjalną Mandżurską Atamana Siemionowa Dywizję w składzie Samodzielnej Armii Wschodnio-Syberyjskiej.
W 1920 r. rozkazem gen. G. M. Siemionowa został ustanowiony Krzyż Specjalnego Oddziału Mandżurskiego. 
Na emigracji w 1937 r. w 20-lecie utworzenia Specjalnego Oddziału Mandżurskiego został ustanowiony przez gen. G. M. Siemionowa Znak Specjalnego Oddziału Mandżurskiego.

## Skład organizacyjny
- Dowódca - ataman podesauł (esauł) Grigorij M. Siemionow
- Zastępca dowódcy - starszina Roman von Ungern-Sternberg
- Zastępca dowódcy ds. wojskowych - gen. lejt. Michaił P. Nikonow
- Szef sztabu - ppłk Leonid N. Skipietrow
- oberkwatermistrz - sotnik Siergiejew
- Naczelnik służb tyłowych - płk Prokofij P. Ogłoblin
- Sztabsoficer do specjalnych poruczeń - gen. mjr Aleksandr M. Kamiennow
- 1 Mongolsko-Buriacki Pułk Konny - d-ca esauł Andriej P. Kostromin
- 2 Daurski Pułk Konny
- 3 Daurski Pułk Konny
- dwa pułki konne złożone z Mongołów
- 1 Siemionowski Pułk Pieszy
- 2 Mandżurski Pułk Pieszy
- Batalion Jegrów
- batalion ochotników japońskich (600 ludzi) - d-ca kpt. Okumura
- batalion chińskich ochotników
- koreańska kompania robocza
- Serbski Dywizjon Konny - d-ca ppłk Dragović
- Oddział Konny gen. mjr. Macijewskiego - d-ca gen. mjr Gieorgij J. Macijewski
- Sotnia Konna sztabskapitana Mieżaka
- Sotnia Konna sotnika Sawieliewa
- Samodzielny Szwadron Mandżurski - d-ca ppor. G. S. Podłatczikow
- bateria artylerii górskiej (4 działa górskie)
- dwie bateria artylerii polowej (po 4 działa polowe)
- bateria artylerii ciężkiej (2 działa ciężkie)
- dywizjon pociągów pancernych
- kompania samochodowa
- kompania (potem dywizjon) inżynierska
- oddział lotniczy